# Divisão Panzer (Wehrmacht)
Uma divisão Panzer foi uma das divisões blindadas (tanques) do exército da Alemanha nazista durante a Segunda Guerra Mundial. As divisões Panzer foram o elemento-chave do sucesso alemão nas operações de blitzkrieg dos primeiros anos da Segunda Guerra Mundial. Mais tarde, a Waffen-SS formou suas próprias divisões panzer, e até mesmo a Luftwaffe montou uma divisão panzer de elite: a Hermann Göring Division.
Uma divisão panzer era uma formação de armas combinadas, tendo ambos os tanques (em alemão:  Panzerkampfwagen, trad. veículo de combate armado, geralmente abreviado para "Panzer"), infantaria mecanizada e motorizada, juntamente com artilharia, antiaérea e outros elementos integrados de apoio. No início da guerra, as divisões panzer eram mais eficazes do que as divisões blindadas aliadas equivalentes devido à sua doutrina de armas combinadas, embora tivessem menos tanques e geralmente menos avançados tecnicamente. No meio da guerra, embora os tanques alemães muitas vezes tivessem se tornado tecnicamente superiores aos tanques aliados, a guerra blindada aliada e as doutrinas de armas combinadas geralmente alcançaram os alemães, e a escassez reduziu a prontidão de combate das divisões panzer. As proporções dos componentes das divisões panzer mudaram ao longo do tempo.
O equivalente alemão da Segunda Guerra Mundial a uma divisão da infantaria mecanizada é a Panzergrenadierdivision ('divisão de infantaria blindada'). Isso é semelhante a uma divisão panzer, mas com uma proporção maior de infantaria e canhões de assalto e menos tanques.

## Desenvolvimento pré-guerra
Heinz Guderian primeiro propôs a formação de unidades panzer maiores que um regimento, mas o inspetor de tropas motorizadas, Otto von Stuelpnagel, rejeitou a proposta. Após sua substituição por Oswald Lutz, mentor de Guderian, a ideia ganhou mais apoio na Wehrmacht, e depois de 1933 também foi apoiada por Adolf Hitler. As três primeiras divisões Panzer foram formadas em 15 de outubro de 1935.  A 1ª Panzerdivision foi formada em Weimar e comandada por Maximilian von Weichs, a 2ª Panzerdivision foi formada em Würzburg e comandada por Guderian, e a 3ª Panzerdivision foi formada em Berlim e comandado por Ernst Feßmann.
A maioria dos outros exércitos da época organizou seus tanques em "brigadas de tanques" que exigiam apoio adicional de infantaria e artilharia. As divisões Panzer tinham sua própria infantaria orgânica e apoio de artilharia. Isso levou a uma mudança na doutrina operacional: em vez dos tanques apoiarem as operações de outras armas, os tanques lideravam as operações, com outras armas apoiando-os. Como as divisões panzer tinham os braços de apoio incluídos, elas podiam operar independentemente de outras unidades.

## Segunda Guerra Mundial

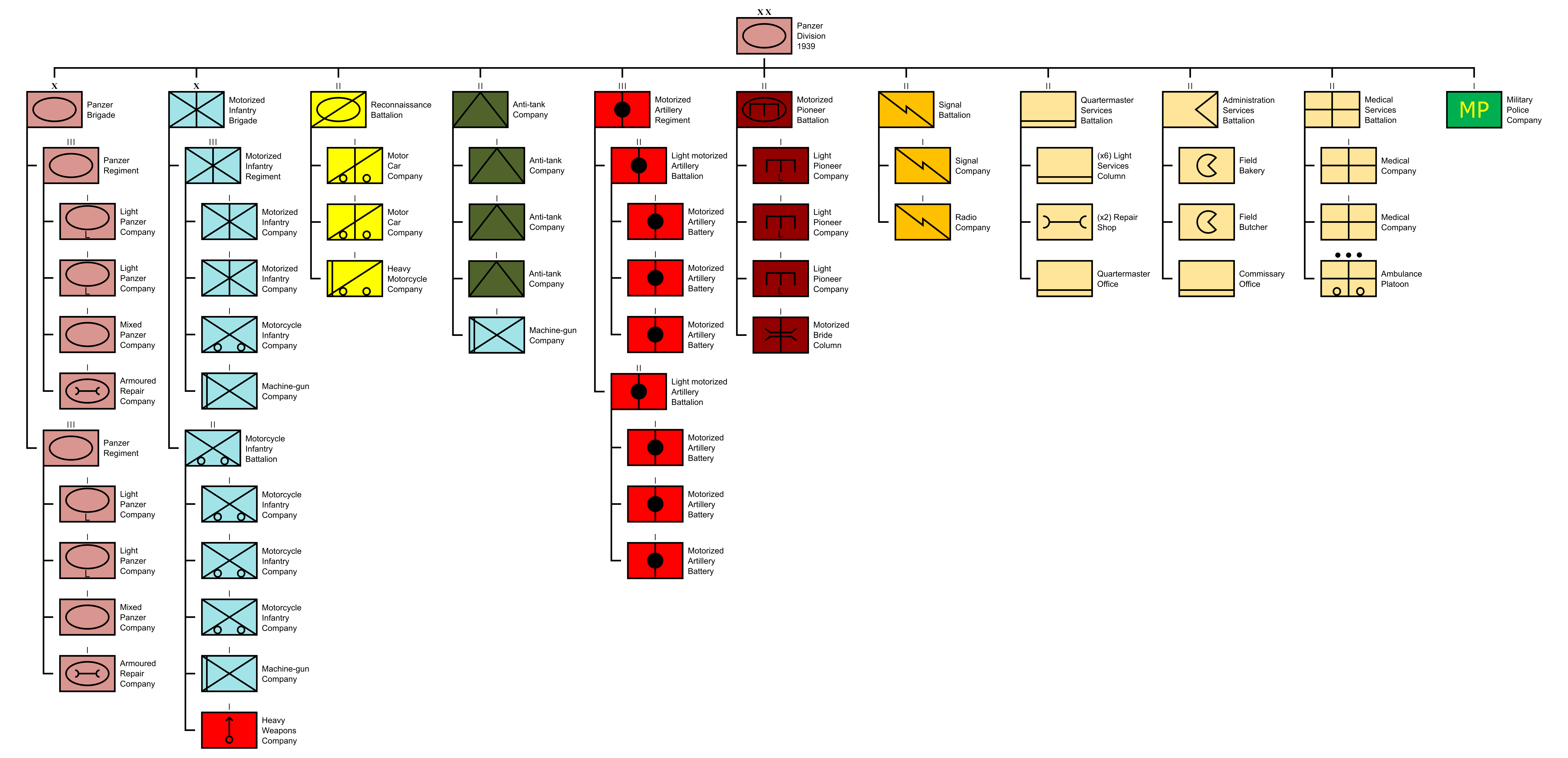
Panzerdivision alemão, 1939

Essas primeiras divisões panzer ( 1ª a 5ª ) eram compostas por dois regimentos de tanques, um regimento de infantaria motorizada de dois batalhões cada e tropas de apoio. Após a invasão da Polônia em 1939, as antigas divisões foram parcialmente reorganizadas (acrescentando um terceiro batalhão a alguns regimentos de infantaria ou, alternativamente, adicionando um segundo regimento de dois batalhões). Por volta dessa época, as divisões recém-organizadas ( 6ª a 10ª ) divergiram em organização, cada uma com, em média, um regimento de tanques, um batalhão de tanques separado, um ou dois regimentos de infantaria (três a quatro batalhões por divisão).
No início da Operação Barbarossa, a invasão alemã da União Soviética em 1941, as 21 divisões panzer passaram por uma reorganização adicional para agora consistir em um regimento de tanques (de dois ou três batalhões) e dois regimentos motorizados (de dois batalhões cada). Até ao inverno de 1941/42, a componente orgânica destas divisões era constituída por um regimento de artilharia motorizada (de um batalhão pesado e dois batalhões ligeiros) e pelos seguintes batalhões: reconhecimento, moto, antitanque, pioneiro, substituição de campo, e comunicações. O número de tanques nas divisões de estilo 1941 era relativamente pequeno, em comparação com a composição de seus predecessores. Todas as outras unidades nessas formações eram totalmente motorizadas (caminhões, meias-lagartas, veículos de combate especializados) para corresponder à velocidade dos tanques.
Durante o inverno de 1941/42, as divisões sofreram outra reorganização, com um regimento de tanques composto de um a três batalhões, dependendo da localização (geralmente três para Grupo de Exércitos Sul, um para Grupo de Exércitos Centro, outros comandos geralmente dois batalhões). Ao longo de 1942, os batalhões de reconhecimento foram fundidos nos batalhões de motocicletas.
No verão de 1943, a Luftwaffe e a Waffen-SS também tinham divisões panzer . Uma padronização renovada dos regimentos de tanques foi tentada. Cada um agora deveria consistir em dois batalhões, um com Panzer IV e outro com Panther (Panzer V). Na realidade, a organização continuou a variar de divisão para divisão. O primeiro batalhão de infantaria do primeiro regimento de infantaria de cada divisão panzer agora deveria ser totalmente mecanizado (montado em meias-lagartas blindadas ( Sd.Kfz. 251 ). O primeiro batalhão do regimento de artilharia substituiu seus antigos obuses leves rebocados por uma mistura de artilharia autopropulsada pesada e leve (o Hummel com um canhão sFH 18/1 L/30 de 15 cm e o obus padrão de 105 mm equipado com Wespe ). O batalhão antitanque agora incluía canhões de assalto, caça-tanques (Panzerjaeger / Jadgpanzer) e canhões antitanque rebocados. Geralmente, a mecanização dessas divisões aumentou em relação à sua organização anterior.
Como o Heer e o SS usavam seus próprios sistemas ordinais, havia números duplicados (ou seja, havia uma 9ª Divisão Panzer e uma 9ª Divisão SS-Panzer).

### Divisões

#### Numerado
- 1ª Divisão Panzer
- 2ª Divisão Panzer
- 3ª Divisão Panzer
- 4ª Divisão Panzer
- 5ª Divisão Panzer
- 6ª Divisão Panzer (anteriormente 1ª Divisão Ligeira)
- 7ª Divisão Panzer (anteriormente 2ª Divisão Ligeira)
- 8ª Divisão Panzer (anteriormente 3ª Divisão Ligeira)
- 9ª Divisão Panzer (anteriormente 4ª Divisão Ligeira)
- 10ª Divisão Panzer
- 11ª Divisão Panzer
- 12ª Divisão Panzer
- 13ª Divisão Panzer (anteriormente 13ª Divisão de Infantaria, 13ª Divisão de Infantaria Motorizada; posteriormente Divisão Panzer Feldherrnhalle 2)
- 14ª Divisão Panzer (anteriormente 4ª Divisão de Infantaria)
- 15ª Divisão Panzer (anteriormente 33ª Divisão de Infantaria; posteriormente 15ª Divisão Panzergrenadier)
- 16ª Divisão Panzer (anteriormente 16ª Divisão de Infantaria)
- 17ª Divisão Panzer (anteriormente 27ª Divisão de Infantaria)
- 18ª Divisão Panzer (mais tarde 18ª Divisão de Artilharia)
- 19ª Divisão Panzer (anteriormente 19ª Divisão de Infantaria)
- 20ª Divisão Panzer
- 21ª Divisão Panzer (anteriormente 5ª Divisão Ligeira)
- 22ª Divisão Panzer
- 23ª Divisão Panzer
- 24ª Divisão Panzer (anteriormente 1ª Divisão de Cavalaria)
- 25ª Divisão Panzer (anteriormente divisão blindada "Noruega".[5]
- 26ª Divisão Panzer (anteriormente 23ª Divisão de Infantaria)
- 27ª Divisão Panzer
- 116ª Divisão Panzer Windhund (anteriormente 16ª Divisão de Infantaria, 16ª Divisão de Infantaria Motorizada e 16ª Divisão Panzergrenadier)
- 155ª Divisão Panzer de Reserva (anteriormente Divisão Nr. 155, Divisão Nr. 155 (motorizada), Divisão Panzer Nr. 155)
- Divisão Panzer Nr. 178 (anteriormente Divisão Nr. 178)
- 179ª Divisão Panzer de Reserva (anteriormente Divisão Nr. 179, Divisão Nr. 179 (mot.) e Divisão Panzer Nr. 179)
- 232ª Divisão Panzer (anteriormente Panzer Division Tatra, Panzer Training Division Tatra )
- 233ª Divisão Panzer de Reserva (anteriormente Divisão Nr. 233 (mot. ), Divisão Panzergrenadier Nr. 233, e Divisão Panzer Nr. 233; mais tarde Divisão Panzer Clausewitz )
- 273ª Divisão Panzer de Reserva

#### nomeado
- Divisão Panzer Clausewitz (anteriormente Divisão Nr. 233 (motorizada), Divisão Panzergrenadier Nr. 233 e Divisão Panzer Nr. 233, Divisão Panzer Reserva 233)
  - Döberitz, Schlesien e Holstein são aproximadamente sinônimos de Clausewitz .
- Divisão Panzer Feldherrnhalle 1 (anteriormente 60ª Divisão de Infantaria, 60ª Divisão de Infantaria Motorizada e Divisão Panzergrenadier Feldherrnhalle )
- Divisão Panzer Feldherrnhalle 2 (anteriormente 13ª Divisão de Infantaria, 13ª Divisão de Infantaria Motorizada e 13ª Divisão Panzer)
- Fallschirm-Panzer Divisão 1 Hermann Göring
- Divisão Panzer Jüterbog
- Divisão Panzer Kempf (parte Heer, parte Waffen-SS )
- Divisão Panzer Kurmark
- Divisão Panzer Lehr (às vezes identificada como 130ª Divisão Panzer-Lehr)
- Divisão Panzer Müncheberg
- Divisão Panzer Tatra (posteriormente Panzer Training Division Tatra, 232ª Divisão Panzer)

## Complemento do tanque
A força dos tanques das divisões panzer variou ao longo da guerra. O equipamento real de cada divisão é difícil de determinar devido a perdas de batalha, formação de novas unidades, reforços e equipamento inimigo capturado. A tabela a seguir dá a força do tanque de cada divisão em duas datas em que isso era conhecido.
| Unidade | Tanques em 1º de setembro de 1939 ( Invasão da Polônia ) | Tanques em 22 de junho de 1941 ( Invasão da URSS ) |
| --- | -------------------------------------------------------- | -------------------------------------------------- |
| 1ª Divisão Panzer | 309                                                      | 145                                                |
| 2ª Divisão Panzer | 322                                                      | N/A A                                              |
| 3ª Divisão Panzer | 391                                                      | 215                                                |
| 4ª Divisão Panzer | 341                                                      | 166                                                |
| 5ª Divisão Panzer | 335                                                      | N/A b                                              |
| 10ª Divisão Panzer | 150                                                      | 182                                                |
| Divisão Panzer Kempf | 164                                                      | N/A e                                              |
| 1ª Divisão Ligeira / 6ª Divisão Panzer | 226                                                      | 245 dias                                           |
| 2ª Divisão Ligeira / 7ª Divisão Panzer | 85                                                       | 265 dias                                           |
| 3ª Divisão Ligeira / 8ª Divisão Panzer | 80                                                       | 212 dias                                           |
| 4ª Divisão Ligeira / 9ª Divisão Panzer | 62                                                       | 143 dias                                           |
| Regimento Panzer 25 | 225                                                      | N/A e                                              |
| 11ª Divisão Panzer | N/A c                                                    | 143                                                |
| 12ª Divisão Panzer | N/A c                                                    | 293                                                |
| 13ª Divisão Panzer | N/A c                                                    | 149                                                |
| 14ª Divisão Panzer | N/A c                                                    | 147                                                |
| 16ª Divisão Panzer | N/A c                                                    | 146                                                |
| 17ª Divisão Panzer | N/A c                                                    | 202                                                |
| 18ª Divisão Panzer | N/A c                                                    | 218                                                |
| 19ª Divisão Panzer | N/A c                                                    | 228                                                |
| 20ª Divisão Panzer | N/A c                                                    | 229                                                |
| a Não participou da Operação Barbarossa, navios de transporte afundados transportando a Divisão (1941). b Chegou à Frente Oriental após a Operação Barbarossa. c Formado após a Campanha Polonesa. d Renomeado após a Campanha Polonesa. e Fundido em outras Divisões após a Campanha Polonesa. |                                                          |                                                    |

## Bandeiras
As divisões Panzer usavam bandeiras militares cor-de-rosa.